# Rivière Beauchêne (vattendrag i Kanada, lat 46,65, long -79,02)
Rivière Beauchêne är ett vattendrag i Kanada.   Det ligger i provinsen Québec, i den sydöstra delen av landet, 290 km nordväst om huvudstaden Ottawa. Rivière Beauchêne ligger vid sjön Lac la Cave.
I omgivningarna runt Rivière Beauchêne växer i huvudsak blandskog. Runt Rivière Beauchêne är det mycket glesbefolkat, med 3 invånare per kvadratkilometer.